# Edward Gleichen
Albert Edward Wilfred Gleichen (15 janvier 1863 - 14 décembre 1937) est un courtisan et soldat britannique.

## Jeunesse et famille
Il est le fils unique de Victor de Hohenlohe-Langenbourg (un demi-neveu de la reine Victoria) et de son épouse, Laura Williamina (une sœur de Francis Seymour (5e marquis d'Hertford)). Feodora Gleichen, sculptrice renommée, est sa sœur.
Le titre comital de Gleichen, partagé par ses sœurs, dérivé de sa mère, qui l'a reçu d'Ernest II de Saxe-Cobourg et Gotha, peu avant son mariage morganatique avec son père. Gleichen est un domaine héréditaire des princes de Hohenlohe en Allemagne depuis 1631, et leur père l'utilise volontairement comme titre comital pour se placer sur le même pied social que sa femme. Mais Edward n'a droit à aucune terre ni à aucun revenu provenant de cette propriété dynastique.
Le 15 décembre 1885, la circulaire de la Cour annonce la permission de la reine Victoria à la mère d'Edward de partager le rang de son père à la cour de St James, et désormais ils sont connus sous le nom de SAS le prince et la princesse Victor de Hohenlohe-Langenbourg. Mais la reine n'a pas accordé ce privilège à leurs enfants, bien qu'elle ait confirmé l'utilisation de leur titre allemand en tant que comte et comtesse. Le 12 juin 1913, Edward obtient la préséance devant les marquis de la pairie d'Angleterre (tandis que ses sœurs obtiennent la préséance devant les filles des ducs dans la pairie anglaise).

## Carrière

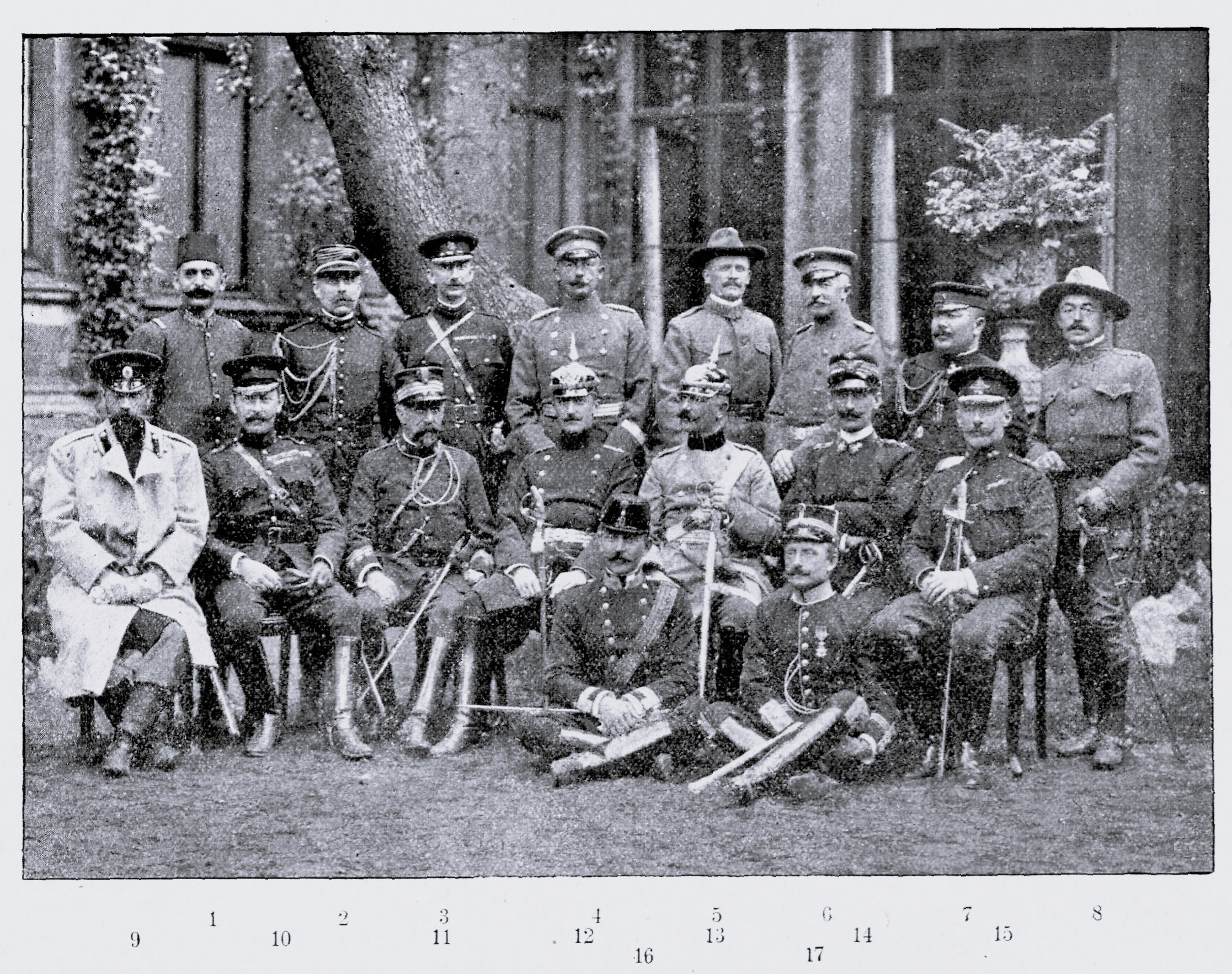
Attachés militaires étrangers au Kaisermanöver (1904), l'attaché britannique Colonel Gleichen est représenté à (10)

Gleichen sert de page d'honneur à la reine de 1874 à 1879. Il rejoint les Grenadier Guards en 1881 et gravit progressivement les échelons au fil des ans, devenant finalement major général. Il sert dans l'éphémère Guards Camel Corps dans la campagne du Soudan en 1884–85 et avec l'armée égyptienne dans la campagne de Dongala en 1896. En 1899–1900, il sert dans la seconde guerre des Boers en Afrique du Sud et est mentionné dans des dépêches pour ses actions pendant la Bataille de Modder River le 28 novembre 1899. En janvier 1900, il est nommé sous-adjudant général adjoint des forces en Afrique du Sud. Il est agent du Soudan au Caire de 1901 à 1903 avec le grade local de lieutenant-colonel puis attaché militaire à Berlin de 1903 à 1906. Lui et l'empereur Guillaume II se brouillent et Gleichen est envoyé comme attaché militaire à Washington DC de 1906 à 1907. Il rencontre les frères Wright à Washington et rédige un rapport sur leur avion, mais échoue également à nouer des relations avec le président américain Theodore Roosevelt. Il est directeur adjoint des opérations militaires de 1907 à 1911. Il sert pendant la Première Guerre mondiale, commandant la 15e brigade de 1911 à 1915, puis la 37e division de 1915 à 1916. Il est directeur du Bureau du renseignement au Département de l'information de 1917 à 1918. Il est président du Comité permanent des noms géographiques à partir de 1919.
À la cour, le comte est nommé écuyer supplémentaire du roi Édouard VII en juillet 1901.
Il écrit un certain nombre de livres, dont:
- With the Camel Corps up the Nile (1888)
- With the mission to Menelik (1898)
- The doings of the Fifteenth Infantry Brigade, August 1914 to March 1915 (1917)
- London's open air statuary (1928)
- A Guardsman's Memories (1932).

Il est l'éditeur de :
- Anglo-Egyptian Sudan: a compendium prepared by officers of the Sudan Government - Vol. I: Geographical, descriptive and historical. - 1905. Vol.II: Routes.- 1905. Suppl.: 1906

## Changement de titre
Lorsque le roi George V ordonne à ses parents allemands domiciliés en Grande-Bretagne d'angliciser leurs noms et titres en 1917, la préséance des Gleichens acquise en 1913 est réduite de plusieurs grades à celle de fils / filles cadets d'un marquis de la pairie du Royaume-Uni. En effet, seul le rang de marquis est conféré aux parents plus proches du roi, jusqu'alors princiers, les Teck et les Battenberg. Bien qu'autorisés à conserver leur nom de famille allemand, les Gleichen renoncent à l'utilisation du titre comital et, le 12 septembre 1917, ont acquis le préfixe de Lord et Lady, bien que cela ne soit pas rendu héréditaire pour les descendants d'Edward comme son titre de comte l'avait été.
Le 2 juillet 1910, Gleichen épouse Sylvia Gay Edwardes (une nièce de William Edwardes), qui est une demoiselle d'honneur des reines Victoria et Alexandra. Ils n'ont pas d'enfants.

## Distinctions
- Grand-croix de l'ordre de Dannebrog